# Adolf Lindenbaum

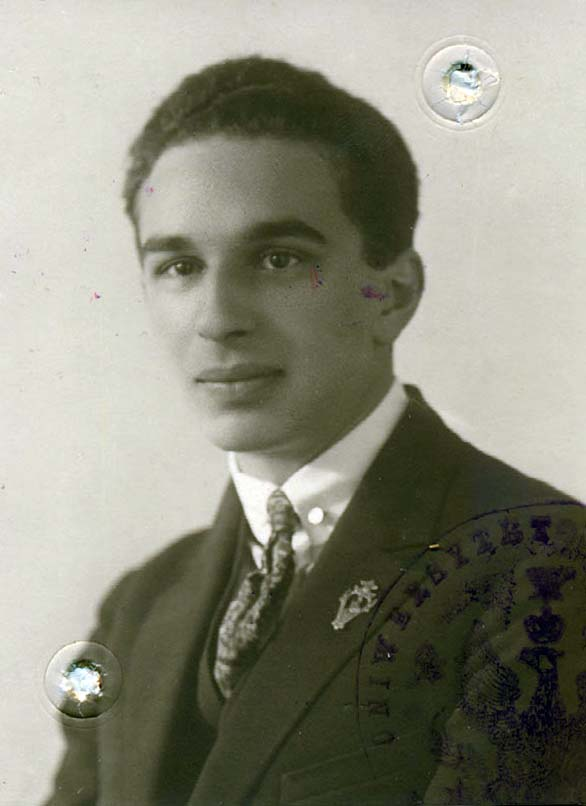
Adolf Lindenbaum (vor 1925)

Adolf Lindenbaum (geboren 12. Juni 1904 in Warschau, Russisches Kaiserreich; gestorben September 1941 in Paneriai) war ein polnischer Logiker und Mathematiker jüdischer Abstammung, der mit der Lemberg-Warschau-Schule verbunden war.
Lindenbaum studierte Mathematik bei Wacław Sierpiński und wurde bei ihm promoviert, seine wissenschaftlichen Schwerpunkte waren Mengenlehre und Mathematische Logik. Seine bekanntesten Arbeiten sind Lindenbaums Lemma und Lindenbaum-Tarski Algebra. Er war Professor der Universität Warschau. Im September 1941 wurde er beim Massaker von Ponary von deutschen SD- und SS-Truppen ermordet. (→Holocaust)